# Halo: La caduta di Reach
Halo: La caduta di Reach (in inglese Halo: The Fall of Reach) è un romanzo di fantascienza militare di Eric Nylund ambientato nella saga di Halo ed è il primo tradotto in italiano. L'opera, pubblicata nel 2001, ripercorre gli eventi che precedono il primo videogame, Halo: Combat Evolved, narrando le vicende del progetto SPARTAN-II e l'incontro tra l'umanità e l'alleanza di razze aliene conosciuta con il nome di Covenant. Contrariamente a quanto si possa pensare, Halo: Reach non è una trasposizione videoludica del romanzo.
La scelta di realizzare La caduta di Reach si cristallizzò dopo che Nylund aveva discusso la possibilità di un romanzo di Halo con il Franchise Development Group dell'azienda Microsoft. Nylund si informò presto sull'universo in cui gli eventi sarebbero stati ambientati, completando il romanzo in sette settimane, l'arco temporale più breve durante il quale aveva dovuto lavorare lo scrittore nella sua carriera.
Il libro è stato ben accolto dalla critica, che lo ha ritenuto in grado di aggiungere profondità alla trama del gioco, ma il gran numero di personaggi è stato giudicato alla stregua di una diminutio. Dopo aver venduto oltre un milione di copie, il successo di La caduta di Reach ha aperto la strada a ulteriori romanzi per giochi Xbox, incluso un altro libro della serie Halo. Il successivo testo sarebbe stato scritto da William C. Dietz con il titolo di Halo: Flood (in inglese Halo: The Flood). Il libro è stato trasposto in una serie a fumetti intitolata Halo: Fall of Reach, pubblicata nel 2010, venendo poi ripubblicato il 7 dicembre 2010 dopo l'adattamento del fumetto. Esso aggiungeva nuovi contenuti, revisionando al contempo degli errori e piccole incongruenze. Il romanzo è stato altresì adattato in una serie animata trasmessa in streaming esclusivamente attraverso Halo Channel in concomitanza con l'uscita nel 2015 di Halo 5: Guardians.

## Trama
Il romanzo si apre con la dottoressa Catherine Halsey e il tenente Jacob Keyes che viaggiano per incontrare John, un bambino di sei anni. La dottoressa Halsey rivela a Keyes che John è uno dei 150 bambini che possiedono rari marcatori genetici che li rendono adatti per la coscrizione nel programma SPARTAN-II, un esperimento segreto con l'obiettivo di creare super soldati per l'UNSC per reprimere le ribellioni. La metà del totale dei bambini (75) viene rapita da agenti dell'Office of Naval Intelligence e rimpiazzata da cloni progettati per morire per cause naturali poco dopo. Da questo momento in poi, le reclute sono conosciute solo con il loro nome e un numero di tre cifre. John-117 e il resto dei bambini vengono addestrati e supervisionati da Franklin Mendez; John dimostra un grande senso del comando tra i suoi compagni, circostanza che lo porta alla sua promozione a caposquadra. Nel 2525, gli Spartan subiscono una serie di miglioramenti chirurgici volti a trasformarli in super soldati altamente efficienti, ma più della metà dei 75 coscritti originali finisce per patire delle paralisi o perisce. Anche gli Spartan sono equipaggiati con la potente armatura da battaglia MJOLNIR, progettata per rispondere rapidamente come i pensieri del soldato. John-117 riceve un'ulteriore promozione al grado di sottufficiale. Gli Spartan riscuotono successo nelle lotte, ma subiscono un cambiamento di priorità dopo che un'alleanza di razze aliene conosciute come Covenant iniziano a devastare le colonie umane, proclamando una guerra santa contro l'umanità. Mendez lascia il gruppo per addestrare la prossima generazione di Spartan, mentre John e i suoi compagni affrontano per la prima volta i Covenant.
Nel 2552, il conflitto contro gli alieni sembra assumere un andamento sfavorevole per l'umanità, in virtù della superiorità tecnologica e numerica dell'avversario. Per impedire la scoperta della Terra o di altre colonie umane, il vice ammiraglio Cole dà vita a un protocollo che porta il suo nome, imponendo il divieto di viaggi iperspaziali in direzione della Terra o di qualsiasi altra colonia, oltre che l'ordine di distruggere l'astronave di riferimento qualora stia per essere catturata dai Covenant. Jacob Keyes, divenuto frattanto comandante del cacciatorpediniere Iroquois, scopre quattro navi aliene giunte al sistema Sigma Octanus e, da solo, riesce a distruggerne tre; i suoi atti eroici gli valgono il grado di capitano. I Covenant continuano a invadere Sigma Octanus IV, alla ricerca di un misterioso e antico artefatto. Al prezzo di un combattimento logorante, gli umani riescono a respingere i Covenant e Keyes intercetta una trasmissione codificata dei Covenant dalla superficie prima della ritirata dei Covenant. Gli Irochesi si dirigono a Reach, portando inconsapevolmente con sé un dispositivo di localizzazione Covenant.
Poco dopo, Keyes riceve il comando dell'incrociatore UNSC Pillar of Autumn per una missione segreta: gli Spartan devono catturare uno dei capi religiosi dei Covenant e negoziare una tregua. La dottoressa Halsey introduce anche John all'intelligenza artificiale Cortana, che avrebbe assistito gli Spartan grazie a un chip collocabile nella loro armatura MJOLNIR. Prima che la missione possa iniziare, tuttavia, il pianeta Reach viene attaccato da un'enorme flotta Covenant. John e Cortana raggiungono la Pillar of Autumn, malgrado si presume che il grosso degli altri Spartan sia stato ucciso mentre i Covenant vetrificano la superficie di Reach, trasformando le masse continentali in vetro. Cortana avvia un viaggio iperspaziale sulla base sugli antichi glifi intercettati dagli alieni a Sigma Octanus e ciò la porta a un enorme mondo a forma di anello noto come Installazione 04, sede degli eventi di Halo: Combat Evolved.

## Origini

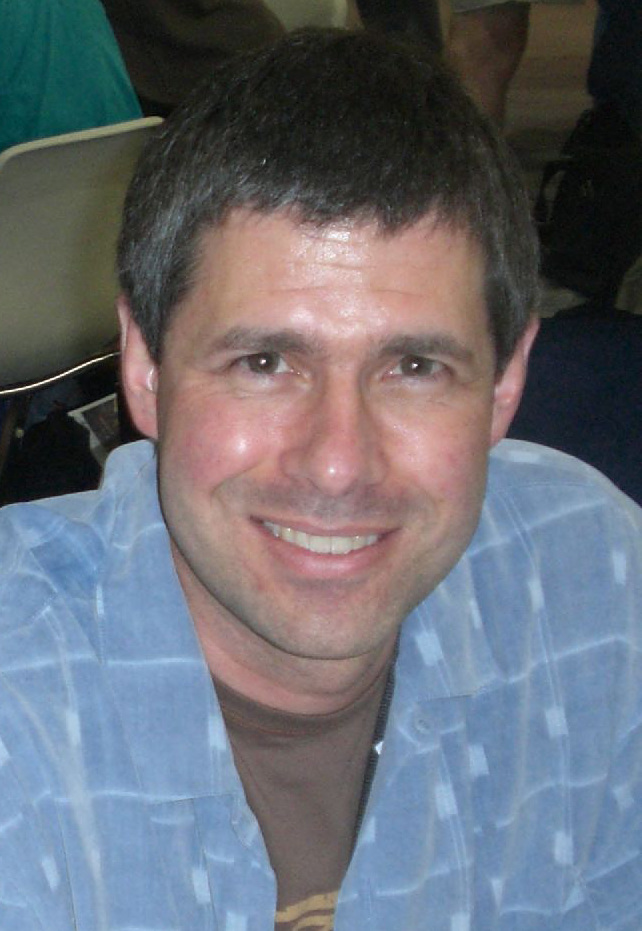
Eric Nylund nel 2007

Eric Nylund aveva discusso della possibilità di costruire un romanzo su Halo con Eric Trautmann, un membro del Franchise Development Group di Microsoft, prima che Halo: Combat Evolved fosse sviluppato, ma tale evento venne posticipato a causa di tecnicismi legali. Nylund trasse vantaggio da questi disguidi, in quanto «gli hanno consentito la possibilità di ammirare il gioco in quasi tutte le fasi dello sviluppo prima che [lui] iniziasse a scrivere». La realizzazione del testo partì sulla base di uno schema approvato dalla Bungie e sulla scia della Halo Story Bible, un libro contenente tutte le informazioni sui personaggi e sull'universo in cui si svolgono gli eventi della saga, in modo che tra la sua storia e le altre opere non si generassero delle increspature. Nylund trovò più facile completare quanto gli era stato commissionato avvalendosi della "Bibbia" realizzata dai creatori, poiché i dettagli dell'universo in cui stava scrivendo apparivano già stabiliti e occorreva soltanto effettuare delle piccole modifiche per adattare la sua trama alla saga di Halo. A Nylund furono assegnate sette settimane di tempo per ultimare il libro. Secondo Trautmann, il lavoro rischiò a un certo punto seriamente la cancellazione, poiché la Bungie si opponeva all'idea che Master Chief potesse vantare un passato ben definito. Alla fine, essi cedettero dopo che Trautmann avanzò l'offerta di lasciare che il libro fosse completato e pubblicato in cambio delle sue prestazioni intellettuali, così come di quelle di Matt Soell e di Brannon Boren per il completamento della sceneggiatura di Combat Evolved, che appariva ancora «all'80%» incompiuta.

## Commento

### Ambientazione
La caduta di Reach si svolge nell'universo di Halo e abbraccia diversi decenni, partendo dal 2517 e descrivendo gli eventi fino al 2552. Nell'universo di Halo, l'essere umano ha già scoperto come attraversare galassie a velocità superiori a quella della luce, grazie alla scoperta dei viaggi nell'iperspazio, un'altra dimensione in cui la relatività ristretta non trova applicazione. Ciò ha consentito all'umanità di colonizzare centinaia di altri pianeti, controllati da un'autorità nota come Comando spaziale delle Nazioni Unite (UNSC). Sentendosi represse dall'opprimente governo imposto dall'UNSC, alcune colonie si ribellano; temendo che le numerose insurrezioni possano lacerare irrimediabilmente l'UNSC, lo stato maggiore militare approva il Progetto SPARTAN-II, volto a formare una squadra segreta di super soldati modificati geneticamente e ideata per reprimere senza troppi clamori gli scontri in corso.

### I personaggi
Il protagonista de La caduta di Reach è lo Spartan Master Chief, per altro personaggio principale della saga di videogiochi. La dottoressa e scienziata Catherine Halsey, creatrice del progetto SPARTAN-II, viene presentata nel testo insieme all'allora tenente Jacob Keyes. Franklin Mendez è l'istruttore dei programmi Spartan II e Spartan III e persegue il compito di migliorare le loro abilità nel combattimento fisico, mentre un'IA di nome Déjà insegna loro storia e strategia militare. Cortana, l'intelligenza artificiale compagna di Master Chief per gran parte della serie, è presente nei panni di aiutante della dottoressa Halsey nella fase di addestramento degli Spartan.

## Accoglienza
(Jaime D'Alessandro, La Repubblica XL)
La reazione della critica al libro è stata positiva, in particolare per quanto riguarda la profondità che il libro ha aggiunto all'universo di Halo. Il revisore Eric Qualls ha commentato che risultava «interessante leggere e farsi un'idea più completa» della saga. Qualls ha eseguito un confronto in termini elogiativi con Fanteria dello spazio di Robert A. Heinlein per quanto riguardava il modo in cui la storia viene snocciolata. Brad Gallaway, per conto di GameCritics, si è inoltre complimentato per il retroscena che il romanzo andava ad aggiungere, così come per la qualità della trama. Il collega revisore Gene Park ha fatto notare come le descrizioni si dipanino oltre ciò che era presentato nel gioco, definendole «emozionanti e vivide». Ha altresì gradito i personaggi presentati nel romanzo, sostenendo che «calzano perfettamente con l'universo di Halo», benché a volte vi erano troppe figure da dover ricordare. Sal Accardo di 3D Action Planet ha dichiarato a proposito del lavoro: «Non vincerà nessun Pulitzer a breve. È ben scritto e si lascia leggere, ma è ancora fondamentalmente un film d'azione presentato sotto forma di libro», elogiando però la convincente presentazione degli Spartan. Don D'Ammasa del Science Fiction Chronicle ha definito La caduta di Reach «scritta con competenza», ma ha affermato che la trama risultava eccessivamente «semplice».
Malgrado le copie vendute abbiano riscosso poca fortuna all'inizio, il testo si è attestato come bestseller su Publishers Weekly. La caduta di Reach fece registrare oltre 100.000 copie entro il 2003, toccando il milione entro dicembre 2009. Il successo del romanzo convinse la Microsoft e Del Rey a firmare un contratto di pubblicazione di tre romanzi per romanzi basati su giochi Xbox, incluso un altro incentrato su Halo. Il capitolo successivo nel franchise di Halo in termini di romanzi fu Halo: Flood, edito nel 2003 e scritto da William C. Dietz. La versione di Master Chief più umana delineata nel lavoro di Nylund portò la Bungie ad effettuare delle modifiche al personaggio principale in Halo 2, allo scopo di renderlo meno somigliante a un freddo robot e più simile a una persona reale.
Stuart Beattie, sceneggiatore de I pirati dei Caraibi: La maledizione della prima luna, realizzò uno spec script per un film Fall of Reach. Beattie, fan di Halo, ne curò tra gli altri progetti di cui si stava occupando la sceneggiatura, nella speranza che qualcuno la leggesse e fosse d'accordo per produrre il film, ma a maggio 2008 non vi era nessuna premessa che facesse pensare a un avvio dei lavori.

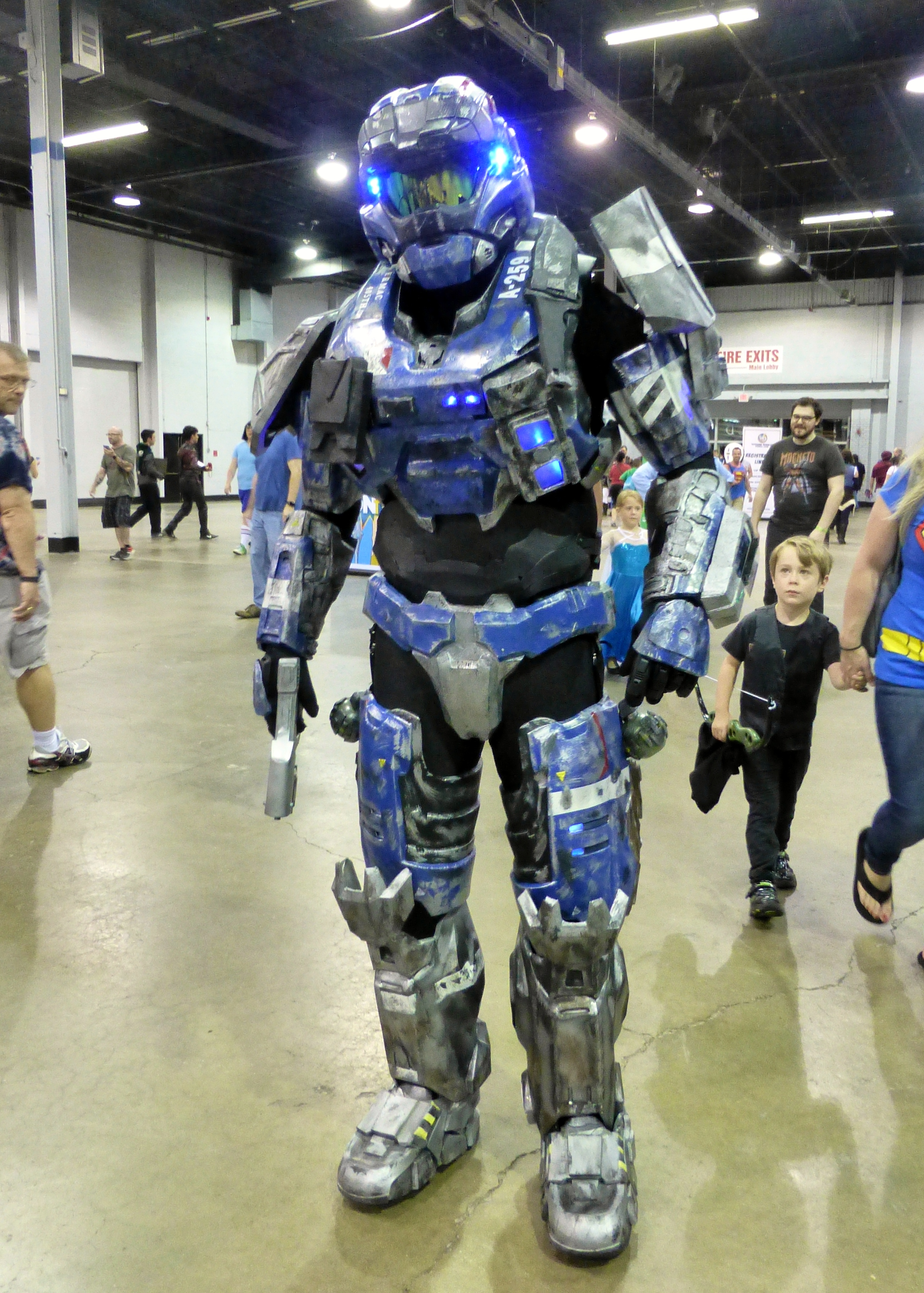
Cosplay di Halo: Reach, il videogioco della saga uscito nel 2010. Malgrado gli scarsi punti di contatto tra l'opera videoludica e il romanzo scritto, l'attesa per il prodotto generò un incremento delle vendite del lavoro di Nylund

Nel maggio 2010, Tor annunciò che i primi tre romanzi di Halo, non originariamente pubblicati dalla casa editrice appena menzionata, sarebbero stati ripresentati al pubblico con nuovi contenuti e copertine. La caduta di Reach risultò il primo romanzo ad essere ristampato, con una data di uscita nell'agosto 2010.

## Adattamenti
Nel settembre 2010, la Marvel Comics adattò la storia in una serie a fumetti in tre parti intitolata Halo: Fall of Reach. Il libro andò successivamente trasposto in una miniserie animata in 3D del 2015. La serie venne prodotta da Sequence, uno studio di animazione con sede a Vancouver, in Canada, e pubblicata insieme a Halo 5: Guardians. Il gioco Halo: Reach, uscito nel 2010, ignorava ampiamente i contenuti del lavoro di Nylund.